# Agua de Dios
Agua de Dios è un comune della Colombia facente parte del dipartimento di Cundinamarca.
Il centro abitato venne fondato da un gruppo di 60 lebbrosi scacciati da Tocaima nel 1870, mentre l'istituzione del comune è del 27 novembre 1881.